# Dajr al-Balah
Dajr al-Balah (arab. ‏دير البلح‎) – miasto w Palestynie, w centralnej części Strefy Gazy. Według danych PCBS z 2017 roku liczyło 75 132 mieszkańców.

## Historia
Podczas I wojny światowej 28 lutego 1917 do miasta wkroczyły oddziały brytyjsko-egipskie, wypierając wojska Turcji osmańskiej. Od 1919 w Dajr al-Balah znajduje się cmentarz pod opieką CWGC, na którym pochowano 724 żołnierzy.
Podczas wojny w Strefie Gazy 1 kwietnia 2024 w Dajr al-Balah miał miejsce atak dronów IDF na konwój pomocy humanitarnej.